# George Maximilianovici, al 6-lea Duce de Leuchtenberg
George Maximilianovici, al 6-lea Duce de Leuchtenberg, cunoscut ca Prințul Georgii Romanovski sau Georges de Beauharnais (29 februarie 1852 - 16 mai 1912) a fost cel mai mic fiu al lui Maximilian de Beauharnais, al 3-lea Duce de Leuchtenberg și a soției lui, Marea Ducesă Maria Nicolaevna a Rusiei.

## Familie
Tatăl lui George, Maximilan de Beauharnais, a călătorit la St. Petersburg câștigând în cele din urmă, în 1839, mâna Marii Ducese Maria Nicolaevna a Rusiei, fiica cea mare a Țarului Nicolae I al Rusiei. Ulterior Maximilan a primit titlul de Prinț Romanowski. Ca fiu al unei Marii Ducese a Rusiei și al unui prinț rus înnobilat, George și frații lui au fost întotdeauna tratați ca Mari Duci și Mari Ducese și dețineau titlul de Înălțime Imperială.
După decesul soțului ei în 1852, Marea Ducesă Maria a făcut o căsătorie morganatică cu Contele Grigori Stroganov doi ani mai târziu. Ca să țină în secret această căsătorie față de tatăl ei Nicolae I, Maria a fost forțată să plece în străinătate. Fratele ei, Alexandru al II-lea, a acordat o atențe specială copiilor ei din prima căsătorie, care au locuit în St. Petersburg fără mama lor..

## Căsătorii

### Căsătoria cu Therese

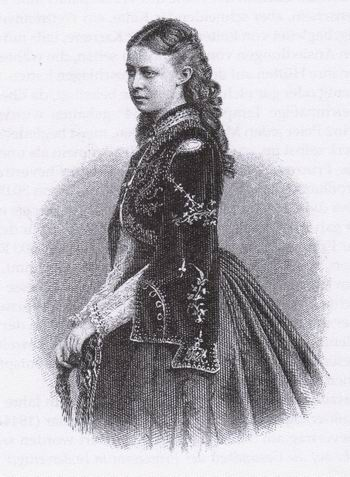
Ducesa Therese Petrovna de Oldenburg, prima soție a lui George Maximilianovici.

La 12 mai 1879, George s-a căsătorit cu Ducesa Therese Petrovna de Oldenburg. Ea era fiica Ducelui Petru Georgievici de Oldenburg și a soției lui, Prințesa Therese de Nassau-Weilburg. Fratele mai mare al Theresei, Ducele Alexandru Petrovici, se căsătorise cu sora lui George, Prințesa Eugenia Maximilianovna din 1868. Bunicul Theresei a fost căsătorit cu Marea Ducesă Ecaterina Pavlovna a Rusiei, fiica Țarului Paul I al Rusiei, iar descendenții lor au fost crescuți în Rusia.
În ciuda titlului german, Ducesa Therese, a fost crescută în Russia. Întotdeauna a fost considerată ca parte a familiei imperiale ruse.
George și Theresa au avut un fiu:
- Alexandru Georgievici, al 7-lea Duce de Leuchtenberg (13 noiembrie 1881 - 26 septembrie 1942); căsătorit morganatic cu Nadezhda Caralli.[1]

La 19 aprilie 1883 tragedia a lovit cuplu când Ducesa Therese a murit la St. Petersburg.

### Căsătoria cu Anastasia

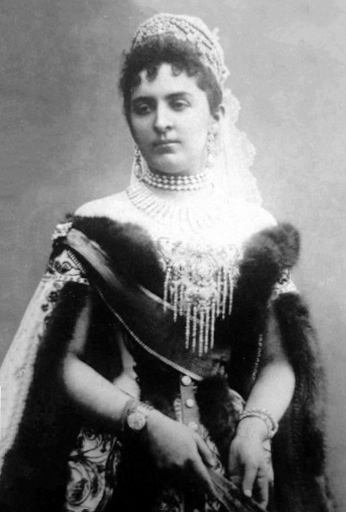
A doua soție a lui George, Prințesa Anastasia de Muntenegru.

Două prințese muntenegrene, Milica și Anastasia, erau educate la o mănăstire din St. Petersburg sub protecția împărătesei Maria Feodorovna.

Ele au rămas la mănăstire un an după terminarea educației lor și s-au făcut extrem de populare în societatea rusă. Ambele fete au pus ochii pe doi membri ai familiei imperiale ruse, Marele Duce Petru Nicolaevici și George însuși.
La 16 aprilie 1889 George s-a căsătorit cu Prințesa Anastasia de Muntenegru, la șase ani după decesul Theresei. Împăratul Alexandru al III-lea i-a dat Anastasiei o zestre considerabilă.
Au avut doi copii:
- Serghei Georgievici, al 8-lea Duce de Leuchtenberg (4 iulie 1890 - 7 ianuarie 1974); a murit celibatar[1]
- Prințesa Elena Georgievna de Leuchtenberg (3 ianuarie 1892 - 6 februarie 1971); căsătorită cu Contele Ștefan Tyszkiewicz.[1]

Familia deținea o mică moșie în apropierea Mării Negre, unde își petrecea iernile. În timp ce erau acolo în 1905, au fost martorii revoltei de pe crucișătorului Potempkin. În primăvară, familia s-a stabilit la reședința de la Peterhof, Villa Sergievskaia Datcha pentru vară.
În timpul căsătoriei cu Anastasia, George s-a mutat cu amanta sa franceză, spre mânia împăratului Alexandru al III-lea. Când i s-a spus că George își petrece vacanța în orașul de coastă Biarritz din sud-vestul Franței, Alexandru a declarat: "Deci Prințul își spală trupul murdar în apele oceanului".
Căsătoria lor a fost considerată "furtunoasă"; s-a spus că George a insultat-o din prima zi a căsătoriei. Anastasia a putut obține divorțul după câțiva ani de căsnicie, la 15 noiembrie 1906.